# Гапбаев, Иван Александрович

Мемориальная доска на фасаде дома № 60 по улице Ватутина, Владикавказ

Иван (Гоце) Александрович Гапбаев (осет. Гапбаты Иван (Гоце) Сандыры фырт; 7 октября 1915 года, село Галиат, Терская область — 1975 год, Владикавказ, Северная Осетия) — осетинский советский партийный, хозяйственный и государственный деятель, первый секретарь Дигорского райкома КПСС, министр культуры Северо-Осетинской АССР. Депутат Верховного Совета СССР 3-го созыва.

## Биография
Родился в 1915 году в крестьянской семье в селе Галиат. С апреля 1942 году участвовал в Великой Отечественной войне. Воевал в составе Северо-Осетинской бригады партизанского движения, отдельного полка офицерского политсостава Закавказского фронта. Демобилизовался в звании капитана. 
В послевоенное время трудился 1-м секретарём Дигорского райкома КПСС, заместителем председателя Совета министров СО АССР, министром культуры СО АССР.
Будучи председателем Гостелерадио Северо-Осетинской АССР стоял у истоков республиканского телерадиовещания. Был инициатором строительства Дома радио на улице Максима Горького во Владикавказе. Находясь на посту министра культуры занимался развитием театров, ансамбля «Алания» и музеев.
Избирался депутатом в Совет национальностей Верховного Совета СССР 3-го созыва (1950—1954) от Дигорского избирательного округа.
Проживал в доме № 60 на улице Ватутина во Владикавказе. Умер в 1975 году. Похоронен на Пантеоне при Осетинской церкви.
Память
В 1992 году на доме № 60 по улице Ватутина была установлена мемориальная доска. Автор: скульптор Михаил Дзбоев.